# Drumul expres Pitești–Craiova

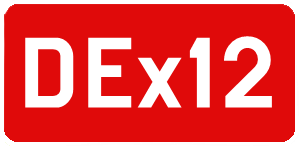
Drumul expres 12 (DEx 12)

Drumul expres Pitești–Craiova DEx12 , numit Oltenia Expres sau Autostrada Ford este un drum expres din România finalizat în întregime. Are o lungime totală de 121 km, cu un o valoare estimată înaintea licitării la 3,771 miliarde de lei, fără TVA.
Contribuția Uniunii Europene la drumul expres este de 726 de milioane de euro prin intermediul politicii de coeziune.

## Istoric
În 2016, fusese inițiat un proces de efectuare a unui studiu de fezabilitate la standarde actuale și urmat de proiect tehnic pentru realizarea drumului rapid ca autostradă. În 2017, un nou guvern a anulat însă proiectul, dând prioritate implementării unui studiu de fezabilitate făcut cu 10 ani în urmă, fără studii geotehnice, pentru un drum cu pante mari, curbe strânse și fără benzi de urcare pentru vehicule grele. Astfel, proiectul pentru tronsoanele nord-estice a eșuat în faza licitației, anulată în urma contestațiilor în vara lui 2018.
Pentru tronsoanele sud-vestice (Slatina–Craiova), s-a semnat contractul de execuție în decembrie 2018. 

## Listă tronsoane
Constructorii cărora li s-a atribuit lucrarea au fost:
- Tronsonul 1 - Craiova - Spineni, Lotul 1, Craiova–Spineni (cuprinde doar nodul Craiova): Tirrena Scavi. Contractul cu Tirrena Scavi a fost reziliat pe 21 decembrie 2022,[8] și a fost reatribuit în vara lui 2023 către asocierea Özaltin Inşaat Ticaret și Strade Bauunternehmung.[9] Acest lot a fost inaugurat pe 29 noiembrie 2024.[10]
- Tronsonul 2 Al doilea tronson, format din două Loturi, are o lungime de 39,85 de km și a fost construit între limita  județelor Dolj și Olt și limita județelor Olt și Argeș.
  - Lotul 1 (km 17+700-Km 36+200) - Lotul 1, Spineni–Piatra Olt (cuprinde centura Balș): Asocierea SA&PE Construct - Spedition UMB - Tehnostrade - Consitrans. Acest lot a fost inaugurat pe data de 21 aprilie 2022.
  - Lotul 2 (km 36+200-Km 57+550) - Piatra Olt - Valea Mare (cuprinde pod peste Olt și centura Slatina, având doar nodul Slatina Sud-Est de lângă Brebeni): Asocierea SA&PE Construct - Spedition UMB - Tehnostrade - Consitrans. Circulația a fost deschisă pe 28 iulie 2022.
- Tronsonul 3 - Slatina (Valea Mare) - Colonești are o lungime de 31,75 km (între km 57+550 și km 89+300) și este cuprins între intersecția cu DN 65, în apropierea municipiului Slatina și limita dintre județele Olt și Argeș. Va tranzita teritoriile localităților Valea Mare, Priseaca, Scornicești, Optași, Tătulești, Colonești. Acest tronson a fost construit de asocierea SA&PE Construct - Spedition UMB - Tehnostrade.[11] și a fost deschis în 23 decembrie 2023.[12]
- Tronsonul 4 - Colonești - A1 (Oarja-Catanele) are o lungime de 31,81 km va fi construit între limita administrativă dintre județele Olt și Argeș și intersecția cu autostrada 1 București - Pitești. Drumul a fost atribuit spre construcție către asocierea  SA&PE CONSTRUCT  - SPEDITION UMB - TEHNOSTRADE.[13] Contractul atribuit inițial a fost reziliat, iar ofertele sunt reevaluate.[14] Constructorul a rămas asocierea de firme UMB - SA&PE Construct - Tehnostrade, care a fost declarat câștigător și în trecut.[15] Pe data de 28 noiembrie 2024 o porțiune de 20,1 km a fost deschisă între Colonești și Albota.[16] Restul de 11,7 km dintre Albota și Pitești au fost deschiși pe data de 31 iulie 2025.[17]

## Listă ieșiri
| Ieșiri și construcții (Est)        |        |                                     |        |  |              |
| Craiova (DJ) – Pitești (AG) 121 km |        |                                     |        |  |              |
| Motorway                           | km 0   | Craiova Nord                        |        |  | deschis 2024 |
| Exit                               | km 1   | Craiova / Ghercești                 | DJ643F |  | deschis 2024 |
| Service area                       | km 14  | Parcare                             |        |  | deschis 2024 |
| Expressway                         | km 21  | Balș Vest                           | DN65   |  | deschis 2022 |
| Exit                               | km 27  | Balș Est                            | DJ644  |  | deschis 2022 |
| Service area                       | km 29  | Parcare                             |        |  | deschis 2022 |
| Exit                               | km 35  | Slatina Vest / Găneasa / Piatra-Olt | DN65   |  | deschis 2022 |
| Service area                       | km 41  | Parcare                             |        |  | deschis 2022 |
| Exit                               | km 50  | Slatina Sud                         | DJ546  |  | deschis 2022 |
| Service area                       | km 55  | Parcare                             |        |  | deschis 2022 |
| Exit                               | km 57  | Slatina Est                         | DN65   |  | deschis 2022 |
| Service area                       | km 67  | Parcare                             |        |  | deschis 2023 |
| Exit                               | km 74  | Negreni / Scornicești               | DN65   |  | deschis 2023 |
| Service area                       | km 83  | Parcare                             |        |  | deschis 2023 |
| Exit                               | km 88  | Colonești                           | DN65   |  | planificat   |
| Service area                       | km 99  | Parcare                             |        |  | deschis 2024 |
| Exit                               | km 108 | Podul Broșteni / Costești / Albota  | DN65A  |  | deschis 2024 |
| Exit                               | km 113 | Suseni                              | DJ659  |  | planificat   |
| Service area                       | km 115 | Parcare                             |        |  | deschis 2025 |
| Interchange                        | km 121 | Pitești Sud                         | A1     |  | deschis 2025 |